# 巴

太鼓に配された三つ巴

巴（ともえ）は、コンマあるいは勾玉のような形をした日本の伝統的な文様の一つ、または、巴を使った紋の総称。巴紋（ともえもん）ともいう。家紋や神紋・寺紋等の紋としても用いられ、太鼓、軒丸瓦などにも描かれる。
「ともえ（ともゑ）」の文様は大陸から伝わったものである。日本における名称の起りは、弓を射る時に使う鞆（とも）に由来したもので、文様のもとは鞆絵であるという説、雷を表すもの、勾玉を図案化したものであるなどの説がある。
その後、水が渦を巻くさまとも解釈されるようになり、本来、中国では人が腹ばいになる姿を現す象形文字の巴という漢字が、形の類似から当てられた。水に関する模様であることから、平安末期の建物に葺かれた軒丸瓦などに火災除けとして、巴紋を施した。後には特に武神である八幡神の神紋として巴紋（特に三つ巴）が用いられるようになり、さらには他の神社でも巴紋が神紋として用いられるようになった。

## 図案の種類
単独の巴という紋もあるが、数・形状・向き、などにより多くの種類が紋として作られ、用いられてきた。
1つから3つの巴を円形に配し、それぞれ 一つ巴（ひとつどもえ）、二つ巴（ふたつどもえ）、三つ巴（みつどもえ）と言う。ほかに「九曜」の配置に三つ巴を9つ並べた「九曜巴」（板倉巴）、三つ巴の内側輪郭のみを残した「抜け巴」、尾の長い「尾長三つ巴」などがある。「三つ巴」（みつどもえ）という言葉は、3つの勢力が拮抗し、鼎立している様子という意味にも用いられる。
また、巴紋そのものではなく、異なる種類の紋において、例えば、藤紋の「一つ藤巴」のように渦を巻くように配置されたものを「 - 巴」などと呼ぶものもある。

二つ巴
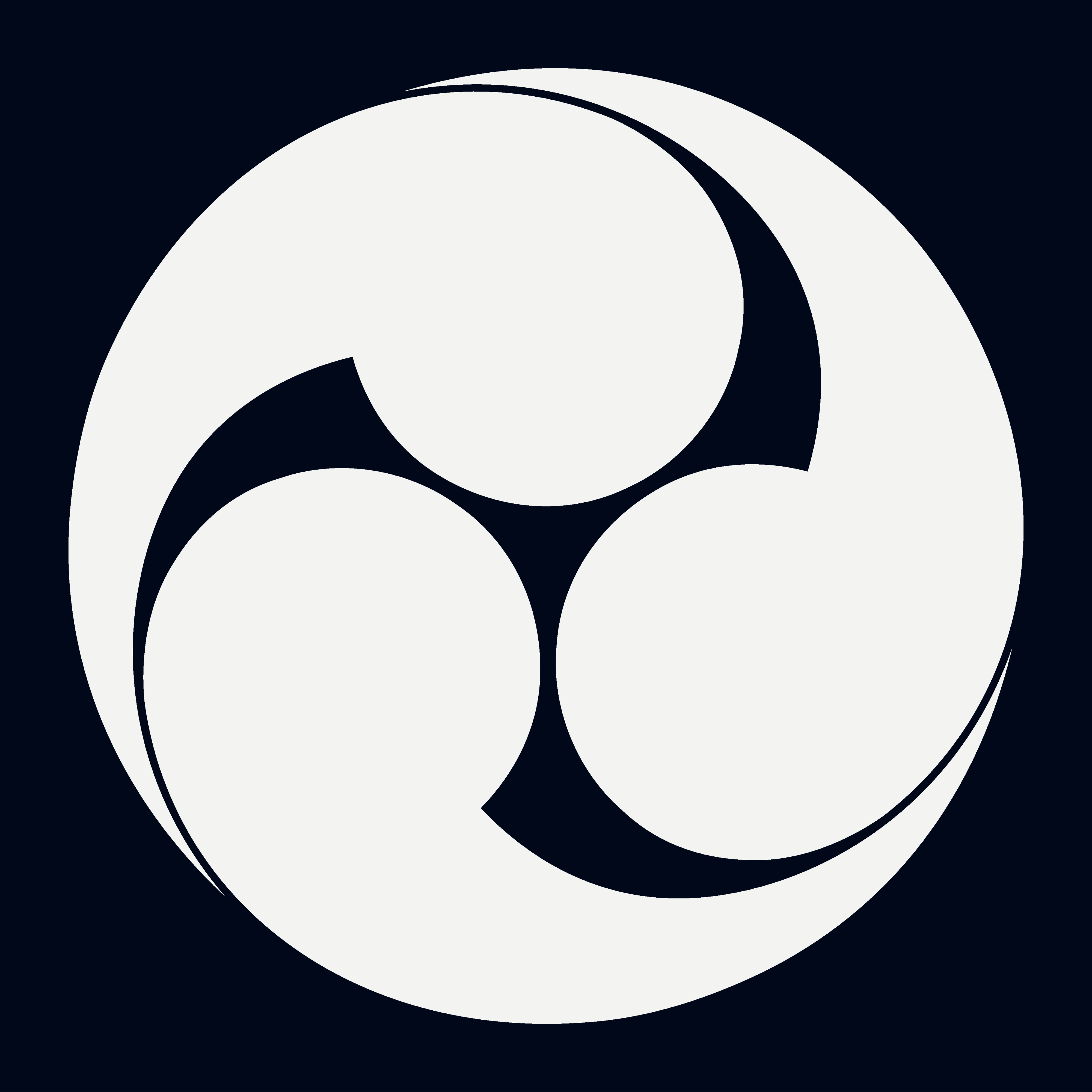
三つ巴
四つ巴
九曜巴
板倉巴
尾長渦流三つ巴
尾長渦流三つ巴の類似紋様
尾長三つ巴
有馬巴
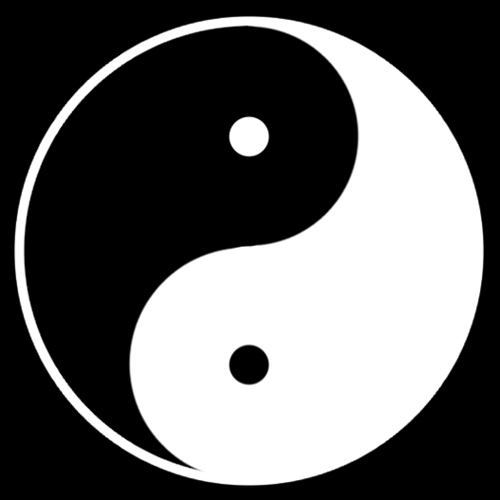
陰陽勾玉巴 （寿の字巴）
黒田藤巴
藤巴
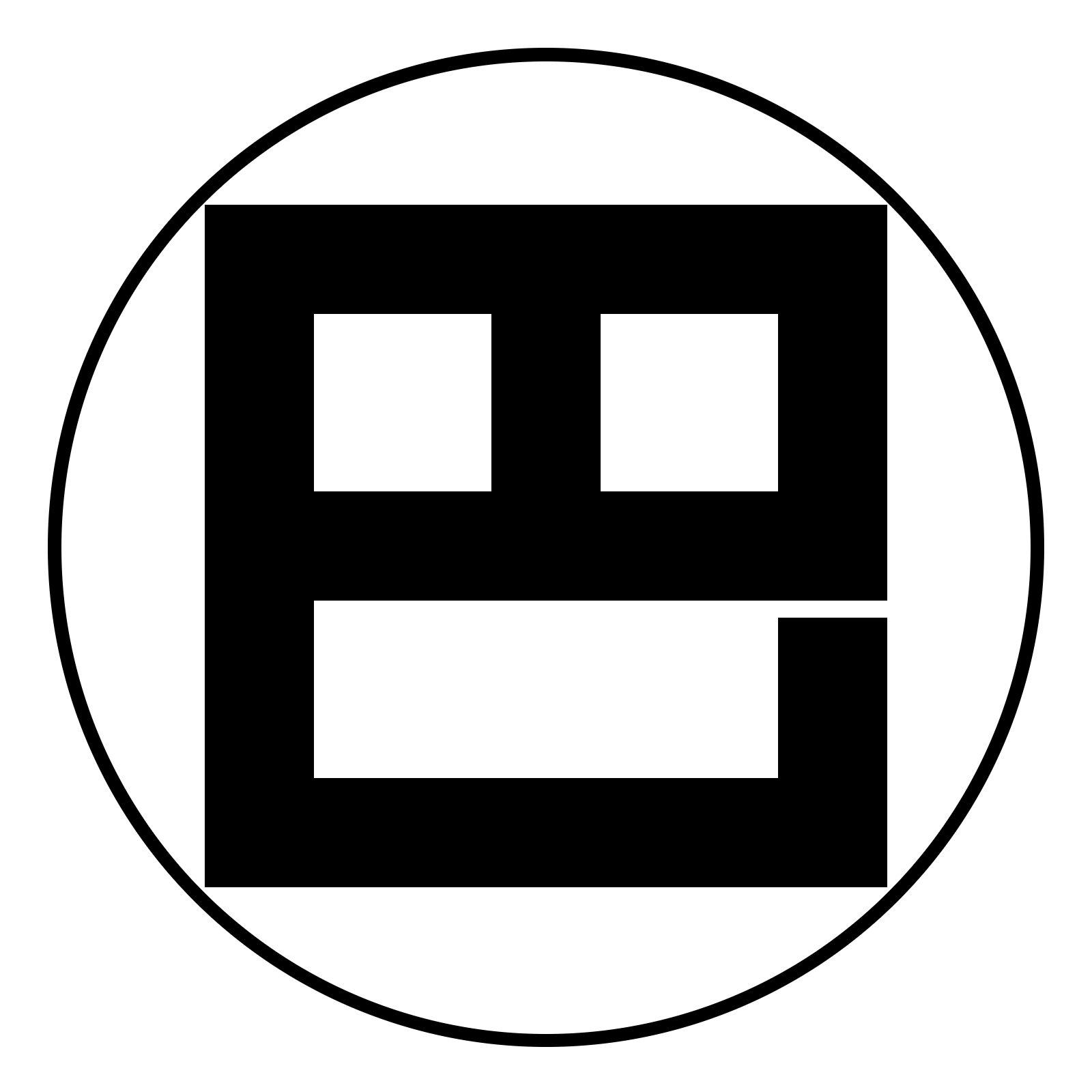
糸輪に巴

## 巴紋の左右呼称論争

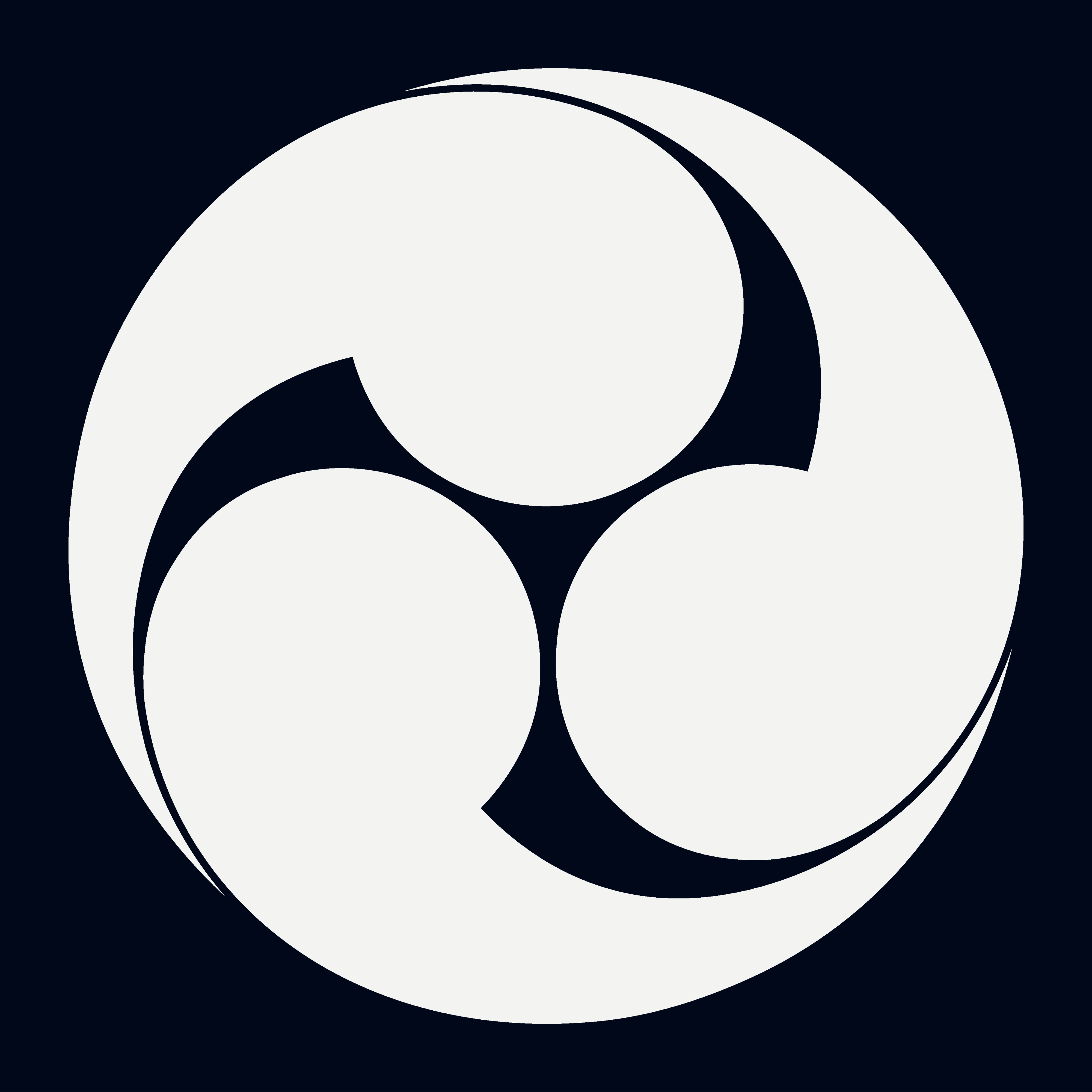
時計回りの三つ巴

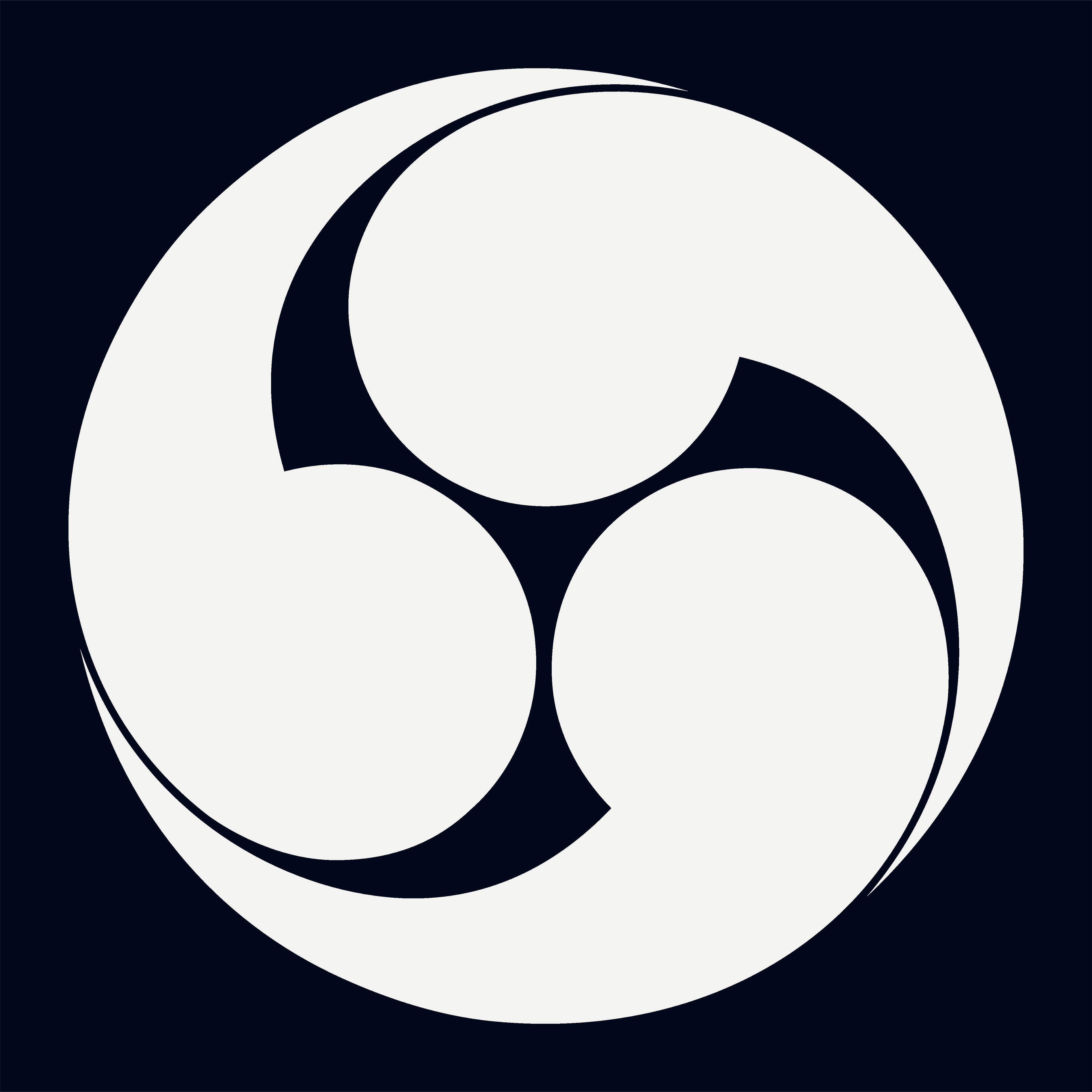
反時計回りの三つ巴

家紋における巴紋の左右呼称問題は長い間、家紋研究において最大の論点である。巴紋には細い部分（仮に尾）から円い部分（仮に頭）に至る進行方向が時計回りのものと、その逆の反時計回りのものがあり、用法などにおいて区別がされることも多い。家紋に関する現在の著書などではそれらに右と左の名を与えた名称が用いられるがそれがどちら向きのものを意味するかは時代や文献などにもより、必ずしも一定していない。
家紋を描く上絵師は、その技法上の理由から尾が流れてゆく方向に従って名称としており、簡単な見分け方として親指を外に出して拳を握った時、左巴は左手の親指が指し示す方向、右巴は右手の親指が指し示す方向を参考とする。歴史的にはこの使用例が多い。
1926年（大正15年）、沼田頼輔は『日本紋章学』において、その名称の由来を雅楽に用いられる大太鼓（だだいこ）に意匠された巴文様に求めた。
沼田は最も古式を留める雅楽を行う四天王寺の大太鼓の配置を参考とし、『四天王寺聖霊絵巻』に描かれる大太鼓の巴文様を引用し、左に置かれた大太鼓に三つ巴、右に置かれた大太鼓に右巴が描かれることから四天王寺の三つ巴の回転方向を
左巴（頭が左向き）、二つ巴の回転方向を右巴（頭が右向き）と説いている。さらに説話集『江談抄』（長治元年（1104年） - 天仁元年（1108年）頃に成立）には「太鼓乃左右ヲ知事ハ、左ニハ鞆絵乃数三筋也。亦筒モ赤ク色採ル也。右ハ鞆絵乃数二筋、筒モ青ク色採也」と記され、また法隆寺所蔵の大太鼓の銘文には、二つ巴の太鼓には「右方」、三つ巴の太鼓には「左方」と記されていることにも言及し、自説を補強している。
この説は丹羽基二や加藤秀幸（拓殖大学名誉教授）も度々支持しており、紋章学者にはこの説を支持する者が多い。
一方、日本家紋研究会の高澤等は、2008年（平成20年）に発表した著書で家紋としての巴文様は、その成立時期から長保4年（1002年）に定められた「御神楽ノ儀」による大太鼓に触発される形で発生したとしながら、沼田が引用した『四天王寺聖霊絵巻』の大太鼓は、下座から見た図であり本来向きが逆であることを指摘。また『江談抄』や法隆寺所蔵の大太鼓の銘文、また『摂州四天王寺年中行事』の説明文なども大太鼓を据える位置を示してはいるが、いずれも巴の回転方向に対して言及していないと指摘した。さらに『四天王寺聖霊絵巻』・『四天王寺図屏風』・『摂津名所図会』に描かれる巴文様や、また「四天王寺」・「伊勢神宮」・「宮内庁」などで使用される大太鼓に描かれる巴紋の回転方向がバラバラであることを示して、本来「巴」における左右の意味は、二つ巴の大太鼓（右側）と三つ巴の大太鼓（左側）を据える位置を示すものに過ぎず、その回転方向を示してはいないとし、当時は三つ巴はどの方向に回転していても左巴であり、二つ巴も同様に回転にかかわらず右巴と呼んでいたのではないかと論じている。そして対で用いられた大太鼓から一個の文様で描かれる家紋となり、その回転方向を指し示す必要が生じたことから混乱が始まったとし、本来、大太鼓に描かれる巴紋は雷を表すものであり、頭と呼ばれる部分は打点で、叩くことによって発生した轟音（雷）が飛んでゆく方向、つまり尾が流れてゆく向きを名称とするべきであるとしている。

## 使用
日本では、承久2年（1220年）ごろに成立した『愚管抄』巻第6には、西園寺実季が用いたことが記されている。室町時代以降の1460年代に成立した『見聞諸家紋』では、曾我氏・赤松氏・長尾氏・宇都宮氏などが載せられている。江戸時代以降は、丹波九鬼氏・筑後有馬氏・備中板倉氏などのほかに幕臣350家ほどが用いた。
公家では、西園寺家と、その庶流の橋本家・梅園家・小倉家・大宮家・山本家、また藤原北家長良流高倉家庶流の樋口家が使用する。
また、幕末から1869年（明治2年）まで新撰組副長として新政府軍と戦い、箱館で戦死した土方歳三も「左三つ巴」を用いていた。
沖縄県の琉球国時代、第一尚氏王統の尚徳王は八幡神を信仰したことで知られ、その後の第二尚氏王統も左三巴を用いた。江戸時代の諸大名の用船は、各家の家紋の幟を掲げていたが、本土へ来航した琉球船も同じく左三つ巴を描いた幟を使用していた。
陸上自衛隊中央即応連隊では、三つ巴のそれぞれに、略称の「中」・「即」・「連」の3つの漢字を乗せた意匠の部隊章を使用している。
ストリーミング配信、録画ソフトのOBS Studioのアイコンとして三つ巴が使われている。

## 類似した意匠
中国や、その影響を受けた韓国、モンゴル、チベットには「太極（タイジー）」と呼ばれる二つ巴に似た模様があるが、道教の陰陽思想など、二項からなる宇宙観を表す、別のものである。また、ヨーロッパには、三つ巴に似た「トリスケル(triskele)」あるいは「トリスケリオン(triskelion)」という文様があり、日本では「三脚巴紋」と訳されている。

陰陽勾玉巴の類似紋様 陰陽魚
2007年まで使われた済州道旗。 日本の武士の紋に似ていることで論難になった。
マン島の旗
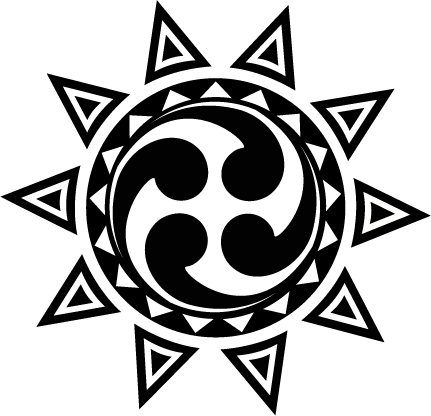
四つ巴に似たポーランドの民族主義集団の旗
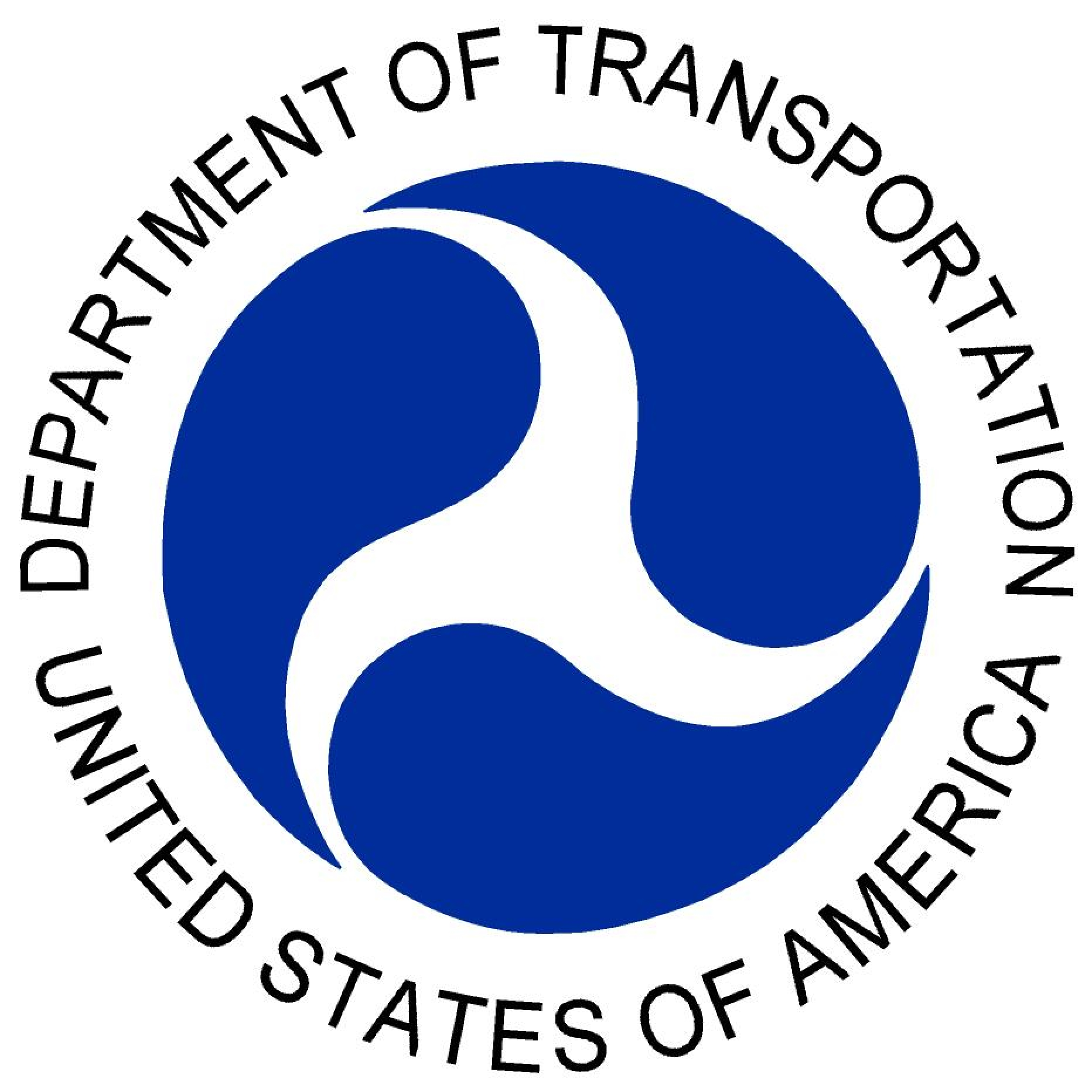
アメリカ合衆国運輸省の印章。白い三脚巴 (triskelion)が主体で、青色は背景